# 로버트 커티스 브라운
로버트 커티스 브라운(Robert Curtis Brown, 1957년 4월 27일 ~ )은 미국의 배우이다.
벅스군에서 태어났다.

## 출연 작품
- 스텝 시스터즈 (2018년)
- 마이 디너 위드 허브 (2018년)
- PMC: 더 벙커 (2018년) - 맥그레거 역
- 언드래프티드 (2016년)
- 더블 대디 (2015년)
- 올리버, 스톤드. (2014년)
- 스노우 브라이드 (2013년)
- 더 길트 트립 (2012년) - 밥 퍼거슨 역
- 시민 제인 (2009년)
- 초 민망한 능력자들 (2009년) - 제너럴 브라운 역
- H2: 어느 살인마의 가족 이야기 (2009년)
- 사랑은 너무 복잡해 (2009년) - 피터 역
- 퍼블릭 인터레스트 (2008년)
- 하이 스쿨 뮤지컬: 졸업반 (2008년)
- 판데믹 (2007년) - 잭 역
- 드라이브 쓰루 (2007년) - 비트 맥캔들리스 역
- 후즈 유어 캐디? (2007년) - 프로스티 역
- 하이 스쿨 뮤지컬 2 (2007년)
- 스파이더맨 3 (2007년)
- 더 게임 (2006년) - 척 릴리 역
- 제인 도: 더 하더 데이 폴 (2006년)
- 빅 러브 (2006년)
- 드림걸스 (2006년) - 기술 책임자 역
- 게스 후? (2005년) - 단테 역
- 애프터 썬셋 (2004년)
- 브루스 올마이티 (2003년)
- 캐치 미 이프 유 캔 (2002년)
- 레드 드래곤 (2002년)
- 우주소녀 제논 (2001년) - 제논 아빠 역
- Unauthorized Brady Bunch: The Final Days (2000)
- 와이? (1997년) - 블레이크 역
- 빈 (1997년)
- 크리스마스 에브리 데이 (1996년) - 데이비드 역
- 다니엘 스틸 - 진정한 사랑 (1996년)
- 크리스마스 박스 (1995년)
- 해결사 스튜어트 (1995년)
- 앵거스 (1995년) - 알렉산더 역
- 애모 (1993년)
- 결혼 전야 (1990년) - 토니 역
- 첫사랑 (1983년) - 도날드 역
- 대역전 (1983년)

### 텔레비전
- NCIS 시즌8 (2010년) - 게리 톨린 역
- 닥터슬론 (1993년)
- 비버리힐즈의 아이들 (1990년)
- 샤크 (2006년)